# Gymnastes imitator
Gymnastes imitator är en tvåvingeart som beskrevs av Alexander 1951. Gymnastes imitator ingår i släktet Gymnastes och familjen småharkrankar. Inga underarter finns listade i Catalogue of Life.